# وینستون جوان
وینستون جوان (انگلیسی: Young Winston) فیلمی در ژانر زندگینامه‌ای به کارگردانی ریچارد اتنبرا است که در سال ۱۹۷۲ منتشر شد.

## بازیگران
- سایمون وارد
- رابرت شاو
- آن بنکرافت
- آنتونی هاپکینز
- جان میلز
- جک هاوکینز
- ایان هولم
- پاتریک مگی
- ادوارد وودوارد
- لورنس نیسمیت
- جین سیمور
- رابرت فلمینگ
- رابرت هاردی
- جان استوارت
- جیمز کازمو
- نایجل هاثورن
- کالین بلکلی
- جیمز کازینز
- ریموند هانتلی
- رونالد هاینس